# Laurence Llewelyn-Bowen

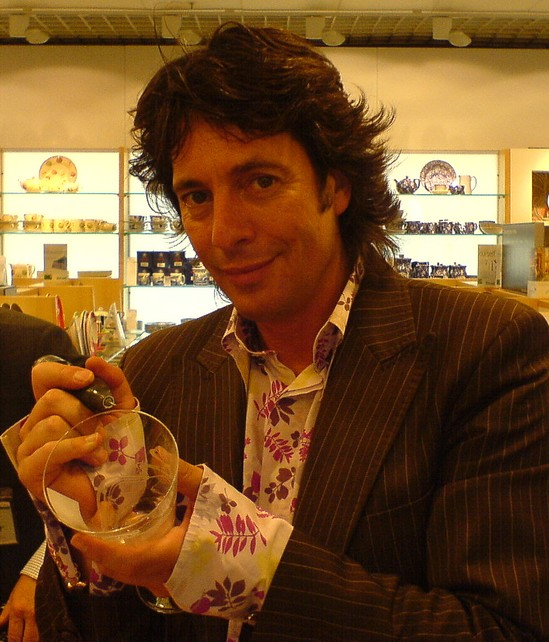
Laurence Llewelyn-Bowen em 2007

Laurence Llewelyn-Bowen (Londres, 11 de março de 1965) é um decorador e consultor de interiores e personalidade de televisão britânico, melhor conhecido por suas aparições no programa Changing Rooms, da BBC. É também notório por seu comportamento exibido e ajanotado.

## Biografia
De família de origem galesa, Laurence Llewelyn-Bowen nasceu em Kensington, em Londres, filho de Trefor Bowen e de Patricia Wilks. Seu pai, um cirurgião ortopedista, faleceu de leucemia em 1974, quando Laurence tinha apenas nove anos de idade. Sua mãe, uma professora, morreu em 2002. Ele tem um irmão, Edward, e uma irmã, Frances.
Foi educado em Alleyn's School, em Dulwich, antes de estudar na Camberwell School of Art and Crafts (hoje parte da Universidade de Artes de Londres, pela qual obteve um diploma de Belas Artes em 1986. Após a graduação, ele trabalhou para o Harefield Group of Companies e para a firma de design de interiores Peter Leonard. Em 1989, estabeleceu sua própria consultoria de design e se casou com sua esposa Jackie (n. 1964), com quem têm duas filhas, Cecile (n. 1995) e Hermione (n. 1998). A família vive em uma mansão do século XVII em Gloucestershire.